# Allan Kardec
Hippolyte Léon Denizard Rivail, känd under sin pseudonym Allan Kardec, född 3 oktober 1804 i Lyon, Frankrike, död 31 mars 1869 i Paris. Han är idag känd för sina böcker om spiritism.

## Yrkesliv

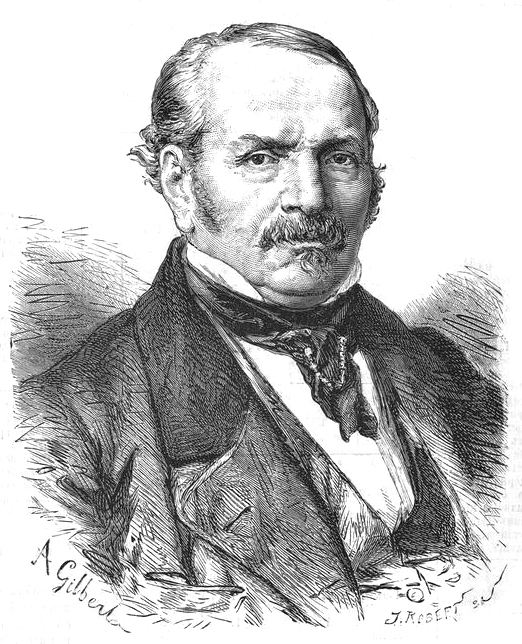
Allan Kardec

Rivail studerade i Yverdun (Schweiz) med den berömde Johann Heinrich Pestalozzi vilkens eminente elev och medarbetare han blev. Han ägnade sig åt ett nytt undervisningssystem som utövade stort inflytande på undervisningsreformen i Frankrike och Tyskland. Han var en ansedd språkforskare och talade tyska, engelska, italienska, spanska och holländska. Han översatte till tyska utdrag från franska klassiska författare, speciellt de som var skrivna av Fénelon (François de Salignat de la Mothe).
Han grundade i Paris, tillsammans med sin hustru Amélie Gabrielle Boudet, ett etablissemang liknande det i Yverdun. Han skrev böcker om grammatik, matematik och pedagogiska studier på universitetsnivå; han översatte också arbeten på engelska och tyska. Han anordnade, hemma hos sig, gratiskurser i kemi, fysik, astronomi och jämförande anatomi.
Rivail var medlem i åtskilliga vetenskapliga sällskap, särskilt kan nämnas Vetenskapsakademin och Arras Kungliga Akademi. År 1831 belönades han med ett pris för monografin ”Vilket undervisningssystem är mer i harmoni med tidens behov”? Bland hans arbeten framstår dessa: ”Kurs i teoretisk och praktisk aritmetik”, enligt Pestalozzis metod (1824), ”Presentation av en plan för förbättring av allmän undervisning” (1828) och ”En klassisk grammatik över det franska språket” (1831).

## Spiritism
Det var 1854 som Rivail hörde talas om ”bordsdans”, ett medialt fenomen som skakade om Europa. I Paris genomförde han sina första studier av spiritismen. Han strävade efter vetenskaplighet, genom att tillämpa den experimentella metoden: det vill säga, han ställde aldrig upp förutfattade teorier; han observerade mycket uppmärksamt; han jämförde och härledde konsekvenserna; han letade alltid efter anledning och logik i fakta. Han ifrågasatte kommunikationen med de förmodade andarna, gjorde anteckningar och organiserade de data han hade. Det är därför han kallas ”Spiritismens kodifierare”; författare ansåg han efter en tids studier vara de Högre Andarna. Från början var Rivails mål bara att lära sig själv, först senare, när han insåg att materialet hade bildat en kunskapsbas och hade en läras omfattning, beslöt han att publicera sina rön för allmänheten. Således gav han ut Andarnas bok den 18 april 1857. Han antog pseudonymen Allan Kardec som enligt den automatskrift han fått via medier var hans eget namn i en tidigare inkarnation som druid. Pseudonymen avsåg att skilja de spiritistiska arbetena från de pedagogiska arbeten han tidigare publicerat under eget namn.
I januari 1858 gav han ut Revue Spirite och i april samma år grundade han Paris’ Sällskap för Spiritistiska Studier. Strax därefter publicerade han Vad är Spiritismen (1859), Mediernas bok (1861), Evangelium enligt Spiritismen (1864), Himmel och Helvete (1865) och Genesis (1868). Kardec lämnade jordelivet den 31 mars 1869, vid en ålder av 64 år på grund av ett brustet blodkärl. Hans kropp begravdes på Père-Lachaise kykogården i Paris. Vännerna samlade ihop hans opublicerade skrifter och anteckningar i boken Postuma Verk, utgiven 1890.

## Inflytande
Den svenske författaren Jan Fridegård omnämner Allan Kardec som en tidig vägvisare, i sin självbiografiska essäbok om ockulta upplevelser, Den gåtfulla vägen (1963). Idag har annars den gren av spiritismen som Rivail/Kardec grundade flest anhängare i Latinamerika, främst Brasilien, Kuba och Puerto Rico. Tankegods hämtat från kardeciansk spiritism har influerat sådana nya latinamerikanska religioner som Umbanda, Espiritismo de Cordon och Espiritismo Cruzado, och via dessa även äldre synkretiska religioner som Candomblé, Santeria och Palo.